# 西北颱
西北颱是一個臺灣的氣象俗用語，狹義上是指颱風中心從臺灣東方海面向西北方行進，並且通過基隆和彭佳嶼之間的海面，同時引進西北風造成嚴重災害的颱風；但在廣義上，所有符合交通部中央氣象署定義的第一類路徑颱風，都可以被歸類為西北颱。

## 概要
西北颱的路徑能使颱風中心避開中央山脈的阻擋與破壞，讓颱風保有強勁威力侵襲北臺灣。颱風環流會因為逆時針移動而引進西北風，導致臺灣西半部成為迎風面，並挾帶極大的降雨量使得淡水河口不易宣洩。若西北颱時逢大潮更容易發生海水倒灌情形，以致北臺灣陷入嚴重的水災。除了臺灣之外，中國大陸的閩北與浙江等處地區的災情也有可能極為嚴重。

## 典型例子

### 狹義西北颱
- 颱風葛樂禮 (1963年)
- 颱風尼爾森 (1985年)
- 颱風艾利 (2004年)

### 廣義西北颱
- 颱風崔絲 (1960年)
- 颱風萬達 (1956年)
- 颱風芙安 (1970年)
- 颱風溫妮 (1997年)